# بيتري جورجي
بيتري جورجي هو رئيس تحرير صحيفة روماني، ولد في 19 مارس 1907، وتوفي في 8 فبراير 1943 بسبب إعدام رميا بالرصاص.